# Empire européen
Ne doit pas être confondu avec États-Unis d'Europe.
Pour un article plus général, voir Fédéralisme européen.
L'Empire européen est un scénario prospectif de l'évolution politique de l'Europe et de l'Union européenne, fondé sur le fédéralisme européen, dans lequel les pays européens seraient des entités fédérées dans un empire fédéral européen[source insuffisante]. C'est une proposition de super-État européen, comparable à celle des États-Unis d'Europe ou de la Fédération européenne[réf. nécessaire].